# Javaanse tortel
De Javaanse tortel (Streptopelia bitorquata) is een duif die van nature voorkomt in Maleisië, Indonesië, de Filipijnen en Oost-Timor. De soort is bovendien geïntroduceerd in Guam en de Noordelijke Marianen

## Algemeen
De kop en de nek van de Javaanse tortel zijn blauwgrijs. Achter in de nek bevindt zich een opvallende zwart gekleurde nekband. De borst is paarsachtig van kleur, de borst en de onderzijde van de staart zijn wit en de flanken zijn lichtgrijs. De rugveren en de bovenzijde van de staart zijn geelachtig bruin en de vleugels is blauwgrijs. De Javaanse tortel heeft een donkergrijze snavel en oranje ogen.
Deze soort wordt inclusief staart 30 centimeter.

## Ondersoorten, verspreiding en leefgebied
Na afsplitsing van de Filipijnse tortel is de Javaanse tortel een monotypische soort geworden (eerder dus twee ondersoorten). De vogel komt voor op Java en Bali en van Lombok tot Timor.
De Javaanse tortel leeft normaal gesproken in tropische en subtropische laaglandregenwouden en mangrovegebieden, maar komt ook wel in landbouwgebieden en in door mensen bewoonde gebieden voor.